# 李路 (政治人物)
李路（1954年1月—），男，山东黄县人，中华人民共和国政治人物，曾任黄埔军校同学会、中国和平统一促进会党组副书记，中华全国工商业联合会副主席。